# Manettia marginata
Manettia marginata är en måreväxtart som beskrevs av Karl Moritz Schumann. Manettia marginata ingår i släktet Manettia och familjen måreväxter.
Artens utbredningsområde är Venezuela. Inga underarter finns listade i Catalogue of Life.